# Satrapister nitens
Satrapister nitens är en skalbaggsart som beskrevs av Heinrich Bickhardt 1912. Satrapister nitens ingår i släktet Satrapister och familjen stumpbaggar. Inga underarter finns listade i Catalogue of Life.